# Vilhatten
Vilhatten är ett naturreservat i Älvsbyns kommun i Norrbottens län.
Området är naturskyddat sedan 2013 och är 215 hektar stort. Reservatet omfattar höjder och östsluttningar med Admasbäcken i öster. Reservatet består av grova tallar och granar. Reservatet består av tall- och granskog med mindre partier av lövträd.